# Zappendorf
Zappendorf is een plaats en voormalige gemeente in de Duitse deelstaat Saksen-Anhalt, en maakt deel uit van de Landkreis Saalekreis.
Zappendorf telt 1.500 inwoners.